# Bacillus rossius

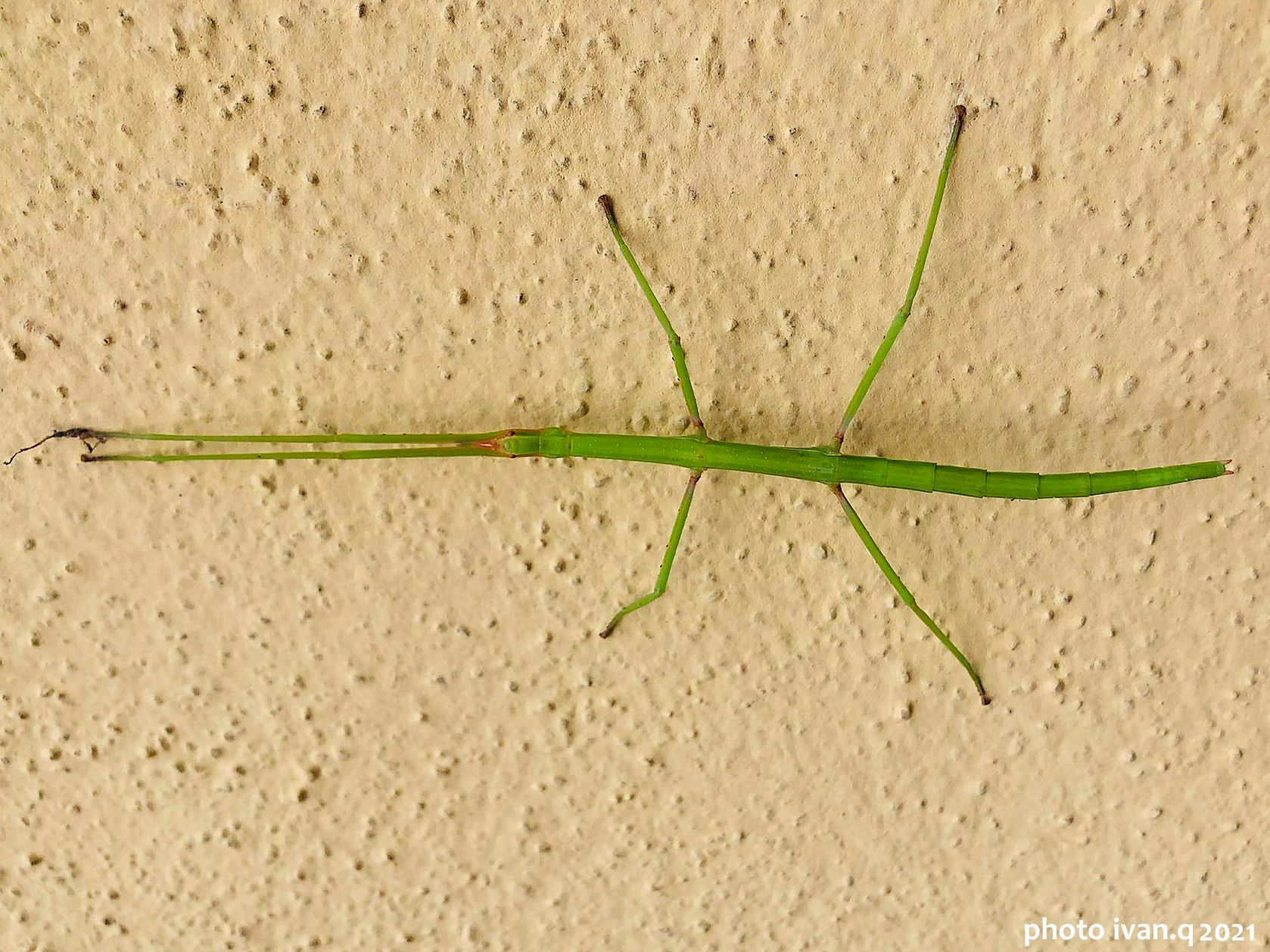
Bacillus rossius

Bacillus rossius Rossi, 1788, comunemente noto come insetto stecco, è un insetto dell'ordine dei Fasmoidei.

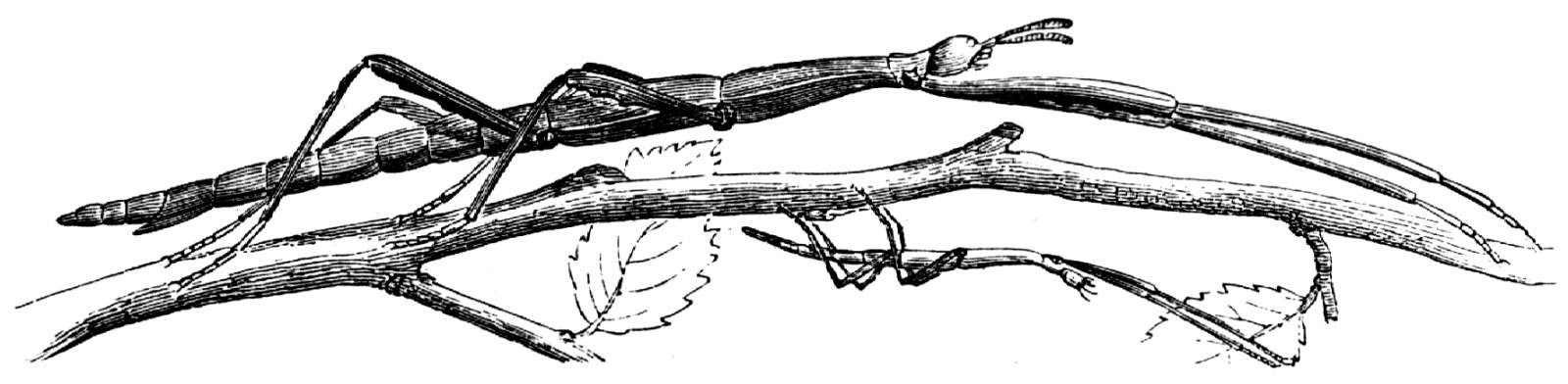
Insetto stecco adulto (sopra) e larva (sotto)

Esso vive nel Mediterraneo nord-occidentale, specialmente in Spagna, Francia meridionale, Italia: nel nord Italia troviamo  solo femmine (partenogenesi), nel centro sud sia femmine sia maschi (riproduzione sessuata). È presente anche nella penisola balcanica.

## Descrizione

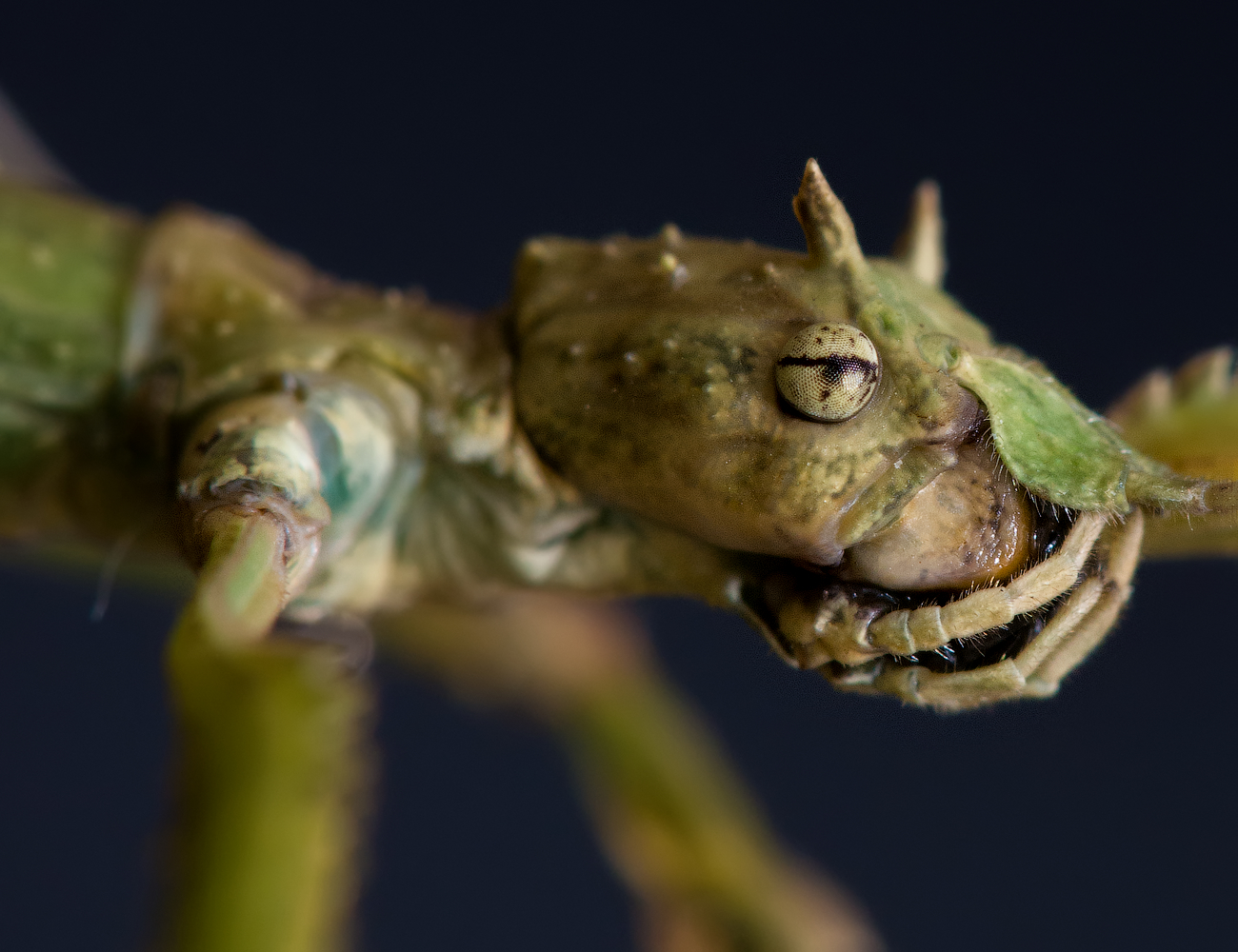
Testa di un insetto stecco

Il colore varia dal verde al marrone chiaro, l'addome nelle femmine è circondato da una sottile linea chiara le ninfe sono verde chiaro. Con eccezione delle dimensioni, sono identiche all'individuo adulto.
Le femmine, che possono raggiungere i 12 cm (zampe comprese), sono notevolmente più grandi dei maschi, che misurano circa 6,5 cm (zampe comprese). Le antenne sono corte.
La struttura fisica permette a questo insetto, sia nello stadio adulto, sia in quello di ninfa, di mimetizzarsi in maniera molto efficace tra i ramoscelli delle piante di cui si nutre, somigliandogli notevolmente.

## Biologia
Lo si può incontrare soprattutto di notte, essendo un animale per lo più con attività notturna ma anche di giorno nascosto sotto le foglie delle piante di cui si nutre.
Se disturbato o infastidito, può irrigidirsi e cadere al suolo fingendosi morto (tanatosi) oppure oscillare come dei ramoscelli al vento.

### Alimentazione
L'insetto stecco si nutre di foglie di nocciolo, rovo, lampone, melo, faggio oppure rose.  Vive in ambienti piuttosto umidi ed arieggiati.

### Riproduzione
Bacillus rossius si riproduce sia partenogeneticamente, sia tramite una riproduzione anfigonica. I maschi sono di colore marrone scuro molto più sottili delle femmine lunghi 6/7 cm. Le uova sono di colore chiaro con macchie scure tendenti al nero e sono grandi all'incirca 2 mm. Subisce alcune mute, durante le quali esce dalla sua pelle e aumenta di dimensioni. Ogni anno si sviluppano due generazioni, delle quali la prima in primavera, la seconda in estate. 
Le uova della seconda generazione sopravvivono all'inverno, mentre gli insetti non sopravvivono in natura alla stagione più fredda ma in cattività possono sopravvivere fino al marzo successivo in contemporanea alla nascita della generazione successiva. Di notte la femmina depone fino a 16 uova, facendole semplicemente cadere sul terreno. In totale una femmina nel corso della propria vita può deporre oltre 1000 uova. Queste sono ovali, lunghe 2mm, larghe 1,5 mm di colore marrone chiaro con macchie scure. La sua aspettativa di vita è di 1 anno.
Bacillus rossius in Italia centro-meridionale si riproduce anfigonicamente, mentre in Toscana, Marche ed Emilia-Romagna si rinvengono esclusivamente popolazioni partenogeniche, che con normale meiosi sviluppano uova che si auto-attivano e portano alla formazione di germi aploidi, i quali, per restituzione anafasica, diploidizzano sviluppando un embrione normale.
La facoltatività di questa partenogenesi sta nel fatto che qualsiasi femmina proveniente dalle popolazioni partenogeniche può essere fecondata da un maschio ed è in grado di produrre discendenza deuterotoca (comprendente entrambi i sessi) e, naturalmente, femmine che normalmente si riproducono per via anfigonica, isolate dai maschi, possono dare ovature con una certa discendenza partenogenica telitoca, con una netta tendenza, deposizione dopo deposizione, ad ottenere rese molto alte rispetto alle prime deposizioni in assenza di maschi.

## Tassonomia
La specie conta 8 sottospecie differenti:
- B. rossius catalauniae Nascetti & Bullini, 1983. Spagna.
- B. rossius lobipes Nascetti & Bullini, 1983. Algeria, Cabilia.
- B. rossius medeae Nascetti & Bullini, 1983. Nord-Ovest dell'Algeria.
- B. rossius montalentii Nascetti & Bullini, 1983. Algeria, Cabilia.
- B. rossius redtenbacheri Nascetti & Bullini, 1983. Sud Italia, Sardegna, Dalmazia (ex Jugoslavia), Albania, Grecia.
- B. rossius rossius (Rossi, 1788). Francia, Nord Italia, Sardegna.
- B. rossius tripolitanus A Nascetti & Bullini, 1983. Tunisia.
- B. rossius tripolitanus B Nascetti & Bullini, 1983. Nord-Est dell'Algeria.

## Allevamento
Per due coppie di B. rossius è sufficiente un terrario da 30 x 30 x 40 cm. L'altezza di quest'ultimo è importante, in quanto gli insetti eseguono la muta sfruttando la gravità, quindi appesi a testa in giù e devono avere abbastanza spazio sotto di loro. Se durante la fase di muta toccano il fondo, possono subire malformazioni o anche morire.
La temperatura ideale dovrebbe aggirarsi sui 20-25 °C. L'umidità dell'aria dovrebbe essere compresa tra il 60 e il 70%. Ciò si può ottenere nebulizzando con acqua durante la sera, consentendo così agli insetti anche di bere, ciò è molto importante poiché altrimenti rischierebbero la morte. Come fondo del terreno si deve utilizzare un miscuglio di terra e sabbia sterilizzato in forno o in freezer, per evitare la nascita di acari parassiti. Inoltre è consigliabile lavare i rovi che vengono messi nella teca come fonte di nutrimento.
In questo modo le uova si potranno schiudere nello stesso terrario e gli escrementi saranno disidratati e non emaneranno cattivo odore. L'insetto stecco si nutre di foglie di nocciolo, rovo, lampone, melo, faggio oppure rose naturalmente le foglie non dovranno aver subito nessun trattamento con antiparassitari meglio evitare di raccogliere il cibo vicino a campi coltivati e a strade molto trafficate.
La specie è catalogata nel gruppo Phasmid Study Group nonché al numero PSG 3 e al numero 56 geführt.